# ترکمن، وزیرکپرو
ترکمن، وزیرکپرو (به لاتین: Türkmen, Vezirköprü) یک منطقهٔ مسکونی در ترکیه است که در وزیرکوپرو واقع شده‌است.